# Fußballsimulation
Fußballsimulation bezeichnet ein Genre der Video- oder Computerspiele, welches die Sportart Fußball möglichst detailgetreu nachzubilden versucht. Dabei kann grundsätzlich zwischen Fußballspielen, bei denen der Spieler die Akteure auf dem Platz steuert, und Fußballmanagersimulationen, bei denen er in die Rolle eines Club-Managers tritt, unterschieden werden. Heute wird das Genre vor allem von den Spieleserien FIFA und Pro Evolution Soccer dominiert.

## Geschichte

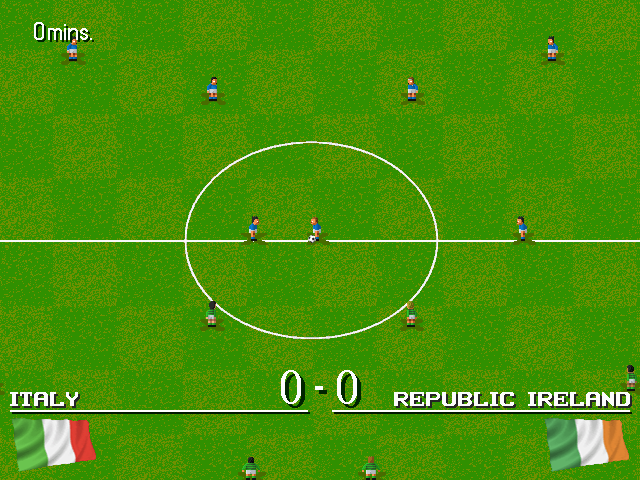
Das freie Yoda Soccer nach dem Beispiel von Sensible Soccer

Fußballsimulationen sind fast so alt wie Computerspiele selbst. Bereits 1972 wurde ein Fußballspiel auf der Magnavox Odyssey-Plattform veröffentlicht. Schon früh spaltete sich das Genre in tatsächliche Fußballspiele und Fußball-Manager. Bedingt durch technische Einschränkungen der Grafikleistung waren anfangs die reinen Fußball-Manager erfolgreicher, da ihre Darstellungen sich auf abstrakte Texte und Darstellungen zurückziehen konnte. Mit zunehmender Hardwareleistung verschob sich der Schwerpunkt jedoch längerfristig zugunsten der Spielsimulationen. Titel wie Kick Off oder Sensible Soccer verhalfen dem Genre schließlich zu noch größerer Bekanntheit.
Die Spielmechanik der ersten Spiele unterscheidet sich nur wenig von dem Prinzip des Kick and Rushs, die nur wenig Manöver und taktische Aktionsmöglichkeiten während des Spiels zuließen. Spätere Spiele wurden jedoch zunehmend an ihrer Authentizität und der Wiedererkennbarkeit des echten Fußballs gemessen.
In der Frühphase des Genres wurden Fußballspiele hauptsächlich aus der Vogelperspektive dargestellt. Andere Ansätze verfolgten die isometrische Perspektive mit einer schrägen Sicht auf das Feld. Heute werden die Spiele wie in einer Fernsehübertragung überwiegend vom seitlichen Spielfeldrand präsentiert, mit gelegentlichen Aktionskameras bei besonderen Ereignissen.
Waren in der Anfangszeit die Spielernamen und integrierten Mannschaften noch der Fantasie entsprungen, gingen die Entwickler bereits recht schnell dazu über, die realen Zusammensetzungen der Mannschaften und Fußballligen abzubilden. Spiele der jüngeren Zeit werden zunehmend an ihrem Realitätsbezug gemessen. Moderne Spieltitel, wie die der FIFA-Serie, setzen daher mittlerweile standardmäßig auf zahlreiche Lizenzen der einzelnen Fußballligen und -verbände über Spieler- und Mannschaftsnamen.

## Spielinhalt
Der Spieler wählt zu Beginn eines Fußballspiels zwei Mannschaften aus, die gegeneinander antreten sollen. Dabei können entgegen der Realität durchaus zweimal dieselbe Mannschaft oder Nationalmannschaften gegen Vereinsmannschaften antreten. Anschließend wählt der Spieler, welche der beiden Mannschaften vom Spieler und welche von der Künstlichen Intelligenz des Computers gesteuert werden soll. Gemeinhin können auch mehrere menschliche Spieler eine der beiden Seiten beitreten.
Nach der Auswahl der Seiten stehen dem Spieler die taktische Aufstellung, das Spielsystem, Verhalten bei Standardsituationen und weitere Einstellungen zur Auswahl. Häufig können diese Einstellungen beibelassen oder vom Computer übernommen werden. In Spielen des PES-Reihe entscheidet darüber hinaus die Tagesform eines Spielers über seine mögliche Aufstellung. Jeder Spieler verfügt über individuelle Fähigkeiten, die weitestgehend den tatsächlichen Fähigkeiten des realen Spielers entsprechen. Dazu kommen Spezialfähigkeiten, wie besondere Dribbelkünste bei besonders talentierten Spielern. Nach der Mannschaftsaufstellung folgt der Beginn des Spiels.
Das Spiel wird heutzutage durch einen Kommentar der Sprachausgabe kommentiert. Die Sprachausgabe besteht aus kombinierten Sprach-Samples, die oftmals von bekannten Fußballkommentatoren im Studio eingesprochen wurden. Je nach Situation werden die Sprachsamples abgespielt. Neben üblichen Phrasen wird die Großzahl der teilnehmenden Fußballspieler bei Ballbesitz namentlich genannt, um so einen größeren Bezug zu einer realen Fußballübertragung herzustellen.
Tritt der Spieler alleine gegen den Computer oder einen anderen menschlichen Spieler an, steuert er alle Spieler seines Teams. Dabei steuert er jeweils den ballführenden Spieler. Passt der aktivierte Fußballspieler zu einem anderen Spieler, wird dieser aktiviert. Ist der Gegner im Ballbesitz, kann der Spieler frei zwischen den Spielern seines Teams wählen und so den Gegner attackieren, um in Ballbesitz zu gelangen.
Die Spielregeln der Fußballsimulation orientieren sich an den Spielregeln des Weltfußballverbands FIFA sowie der nationalen Verbände. Besonders grobe Fouls werden hier beispielsweise ebenso geahndet wie in der Realität. Dem Benutzer steht es frei, die Spielzeit zu wählen. Dabei werden die tatsächlichen 90 Minuten typischerweise auf sechs bis 15 Minuten im Spiel reduziert. Die Zeit auf der simulierten Stadionanzeige verläuft dabei im Zeitraffer. In einem normalen Freundschaftsspiel entscheidet die Nachspielzeit, das Golden Goal oder das Elfmeterschießen über den Gewinner eines Spiels. Unentschieden sind ebenso möglich. Nach dem Ende des Spiels besteht die Möglichkeit, das Spiel erneut zu spielen (Revanche).
Einige Elemente des realen Fußballs werden aus verschiedenen Gründen nicht abgebildet. So ist es heute nicht mehr möglich, den Torwart beim Abstoß oder den Spieler beim Einwurf anzugreifen, da dies in der Realität unmittelbar zu einer roten Karte führen würde. Schwalben sind ebenfalls nicht in allen Simulationen möglich, werden aber geahndet sofern sie auftreten. Verletzungen können dazu führen, dass die Spielfigur das Spiel nicht fortsetzen kann und ausgewechselt werden muss.

### Varianten
Neben dem Einzelspiel (Freundschaftsspiel) werden zahlreiche Varianten wie Turniere, Karrieremodi oder Online-Spiele angeboten. Diese Angebote sind Abwandlungen eines Einzelspiels und verknüpfen das Spiel zu einer zusammenhängenden Serie von Ereignissen mit andauernden Verletzungen, Verpflichtungen von Spielern und Auf- und Abstiegen.
Bei der Variante Fantasy Football basiert das Spielergebnis auf dem realen Spielverlauf von echten Vereinen.